# The Union Underground
I The Union Underground sono stati un gruppo musicale heavy metal statunitense, fondato a San Antonio, Texas nel 1996.

## Storia del gruppo
I The Union Underground vennero creati da Bryan Scott e Patrick Kenninson quando si conobbero mentre frequentavano la stessa junior high school a San Antonio, Texas. Il nome del gruppo deriva dal loro studio di registrazione che avevano chiamato "Studio Underground". Dopo aver conosciuto John Moyer e Josh Memolo, il gruppo pubblicò un EP che vendette 5 000 copie.
Quando una copia del disco giunse a John Weakland, uno dei produttori della Columbia Records, il gruppo riuscì a firmare un contratto con la Portrait Records, una sussidiaria della Columbia, incentrata sulle produzioni hard rock. Il 18 luglio 2000, il gruppo pubblicò il proprio album di debutto: An Education in Rebellion. Dall'album vennero estratti i singoli Turn Me On "Mr. Deadman", Revolution Man e Killing the Fly.
Turn Me On "Mr. Deadman" ebbe un ottimo successo, rimanendo nella Mainstream Rock Songs Chart stilata da Billboard per ventisei settimane, raggiungendo l'11ª posizione.
Nel marzo 2002, il gruppo pubblicò il brano "Across the Nation", che venne utilizzata come sigla per il programma TV WWE Raw fino al 2 ottobre 2006.
Il 25 giugno 2002, il gruppo pubblicò l'album dal vivo Live...One Nation Underground, con l'etichetta Portrait Records. Mentre il gruppo lavorava sul secondo album si sciolse definitivamente.

### Dopo gli Union Underground
Dopo lo scioglimento dei The Union Underground, i membri del gruppo presero strade separate: Patrick Kennison fondò il gruppo hard rock Heaven Below; John Moyer si unì ai Disturbed, fino alla pausa del gruppo nel 2011, e agli Adrenaline Mob; Josh Memolo lasciò il mondo della musica; Bryan Scott fondò il gruppo hard rock Cult to Follow.

## Formazione
- Bryan Scott – voce (1996-2002)
- Patrick Kenninson – chitarra (1996-2002)
- John Moyer – basso (1996-2002)
- Josh Memolo – batteria (1996-2002)

## Discografia

### Album in studio
- 2000 − An Education in Rebellion

### EP
- 1997 – The Union Underground
- 2002 − Live...One Nation Underground